# Onthophagus decens
Onthophagus decens är en skalbaggsart som beskrevs av Vladimir Balthasar 1964. Onthophagus decens ingår i släktet Onthophagus och familjen bladhorningar. Inga underarter finns listade i Catalogue of Life.